# Олсен, Джастин
Джастин Олсен (англ. Justin Olsen; 16 апреля 1987, Сан-Антонио, Техас) — американский бобслеист, олимпийский чемпион 2010 года и чемпион мира 2009 года в четвёрках. Лучший результат в зачёте Кубка Мира второе место по итогам сезона 2008–09 годов в соревнованиях двоек. Участник Олимпийских игр 2014 года в Сочи.